# Fântânele (Iași)
Fântânele is een Roemeense gemeente in het district Iași.
Fântânele telt 2154 inwoners.